# Avdur
Avdur (in armeno Ավդուռ?, in azero Avdur) è una piccola comunità rurale del distretto di Xocavənd, in Azerbaigian, fino al 2024 appartenente alla regione di Martuni nella repubblica dell'Artsakh (fino al 2017 denominata repubblica del Nagorno Karabakh).
Nel 2005 contava circa centocinquanta abitanti e sorge in una verde zona collinare nella parte orientale della regione, a pochi chilometri dal confine con la regione di Askeran.
Nei pressi sorge il monastero di Bri Yeghtsi.